# Vîriv, Kameanka-Buzka
Vîriv (în ucraineană Вирів) este localitatea de reședință a comunei Vîriv din raionul Kameanka-Buzka, regiunea Liov, Ucraina.

## Demografie
Componența lingvistică a localității Vîriv
     Ucraineană (99,72%)
     Alte limbi (0,28%)
Conform recensământului din 2001, majoritatea populației localității Vîriv era vorbitoare de ucraineană (99,72%), existând în minoritate și vorbitori de alte limbi.